# بيار فاخوري
بيار فاخوري (بالفرنسية: Pierre Fakhoury)‏ (21 أغسطس 1943م - ) هو مهندس معماري لبناني إيفواري صمم بازيليكا سيدة السلام في ياموسوكرو.

## النشأة والمسيرة
ولد بيار فاخوري في 21 أغسطس 1943م في دابو في جنوب كوت ديفوار لوالدين لبنانيين هاجرا لكوت ديفوار منذ 1935م ودرس كامل دراسته الابتدائية والثانوية في لبنان في مدرسة كاثوليكية ثم واصل دراسته الجامعية في بلجيكا أين حاز على دبلوم من مدرسة سان-لوك في تورناي في 1965م.
صمم بازيليكا سيدة السلام في ياموسوكرو ونصب فيليكس هوفويي بواني التذكاري ومتحف الفنون والتقاليد الأفريقية في الكوت ديفوار والقصر الرئاسي ومشروع وزارة المالية المستقبلية في ليبرفيل في الغابون.
وهو مكلف منذ 1983م بنقل السفارة الإيفوارية من أبيدجان إلى ياموسوكرو.

## الحياة الشخصية
متزوج وقد قابل زوجته أثناء دراسته الجامعية في بلجيكا ولديه ثلاثة أطفال.